# 松本空港
松本空港（まつもとくうこう、英: Matsumoto Airport）は、長野県松本市と塩尻市にまたがる地方管理空港。日本の空港の中では最も標高が高い場所に位置しており、長野県が設置・管理する。愛称は信州まつもと空港（しんしゅうまつもとくうこう）。

## 概要
長野県のほぼ中央、松本市中心部から南西約9キロメートル、塩尻市中心部から北西約6キロメートルに位置する。空港法第5条第1項に基づく地方管理空港で、長野県が設置・管理している。定期便は国内線のみで、国際線は就航していない。日本の空港の中で最も標高の高い場所（657.5m）にあるため、平地の空港よりも、就航できる機材や就航先が制約される状況にある。また、高い山岳に囲まれていることにより計器着陸装置（ILS）の設置が難しいため、日本の1,500m以上の滑走路を持つジェット化空港としては唯一ILSが設置されていない。以前は、高地かつ山岳地という操縦が難しい環境に加えて、パイロットの目視のみで着陸するため「日本一着陸の難しい空港」とも言われていたが、2020年7月からRNP- ARが設置され、GPSの精度向上もあって悪天候でも安定した離着陸が可能となった。日本の空港では唯一、内陸県に位置する空港である。
1965年（昭和40年）7月16日に開港。1994年（平成6年）7月26日に滑走路が延長され、ジェット機が就航可能となったほか、新しい旅客ターミナルビルが供用を開始した。長さ2,000メートルの滑走路1本と旅客ターミナルビル、管制塔ビルなどの施設を備えている。駐車場はターミナルビル正面に300台と空港敷地外に220台分があり、いずれも無料で使用できる。
愛称の信州まつもと空港は、長野県が公募で決定したもので、2004年7月4日から使用を開始した。

### 利用状況
空港周辺4地区との協定により、定期便の1日の発着枠は12回とされている。ただし、2021年以降夏季の多客期のみ14回への増枠が暫定的に認められている。
2025年現在、発着枠は満杯となっており、県は1日20回への増枠を目指している。
2016年度の年間利用客数は124,240人（国内線124,232人・国際線8人）で、着陸回数は日本の空港で第49位、旅客数は第62位となっている。
以下に定期便とチャーター便を合計した乗降客数を示す。マウスポインタを棒グラフの各要素に合わせると、該当年度の数値がポップアップする。
- 国内線
- 国際線

## 歴史

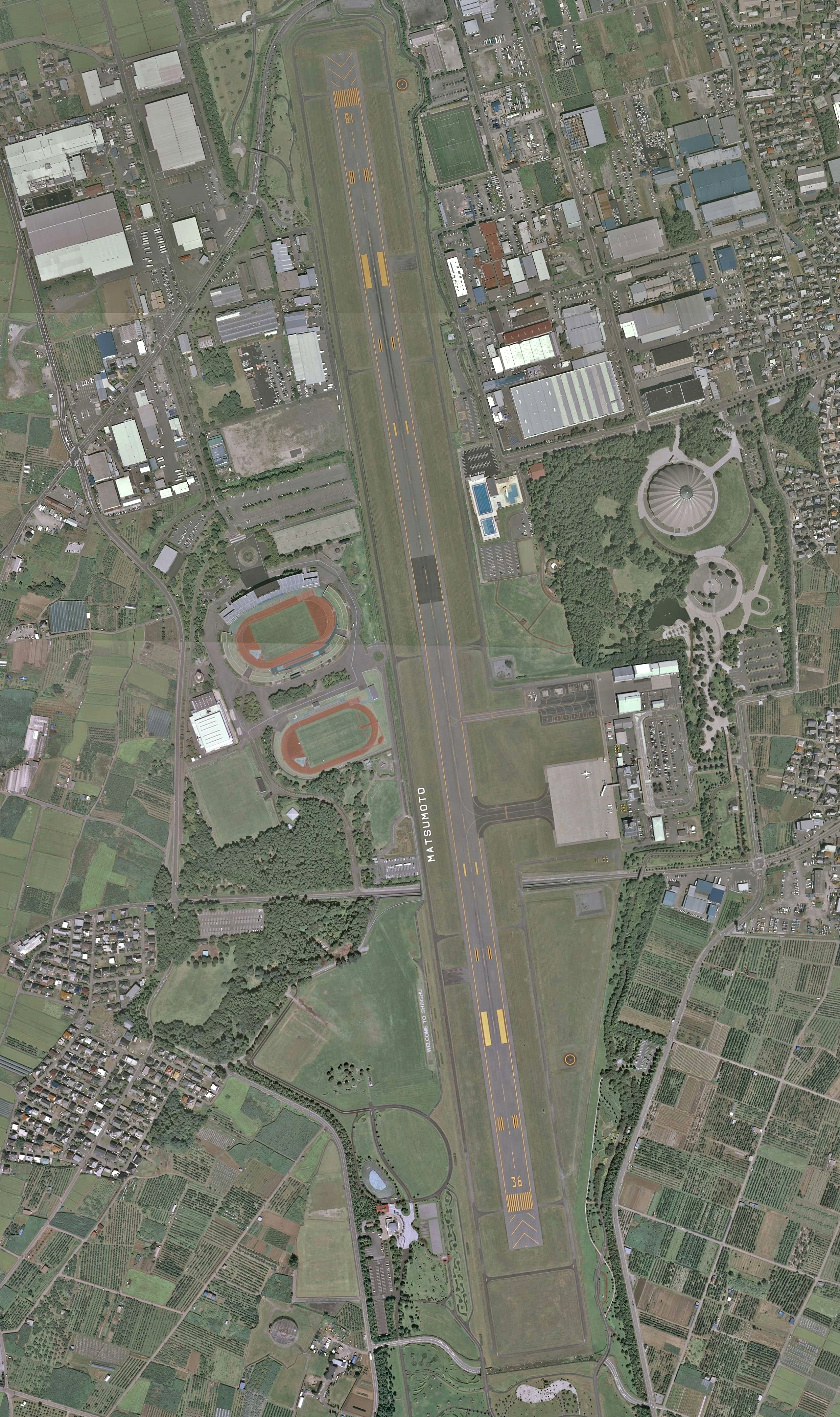
松本空港付近の空中写真（2011年）

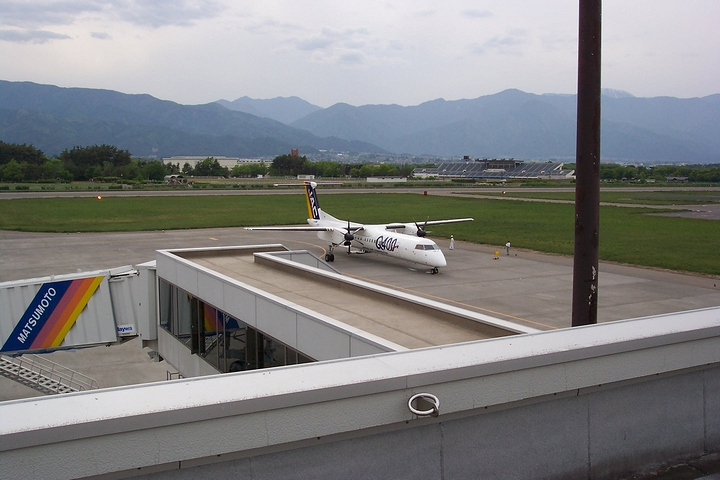
エプロン（2005年撮影、機体はDHC-8-400）

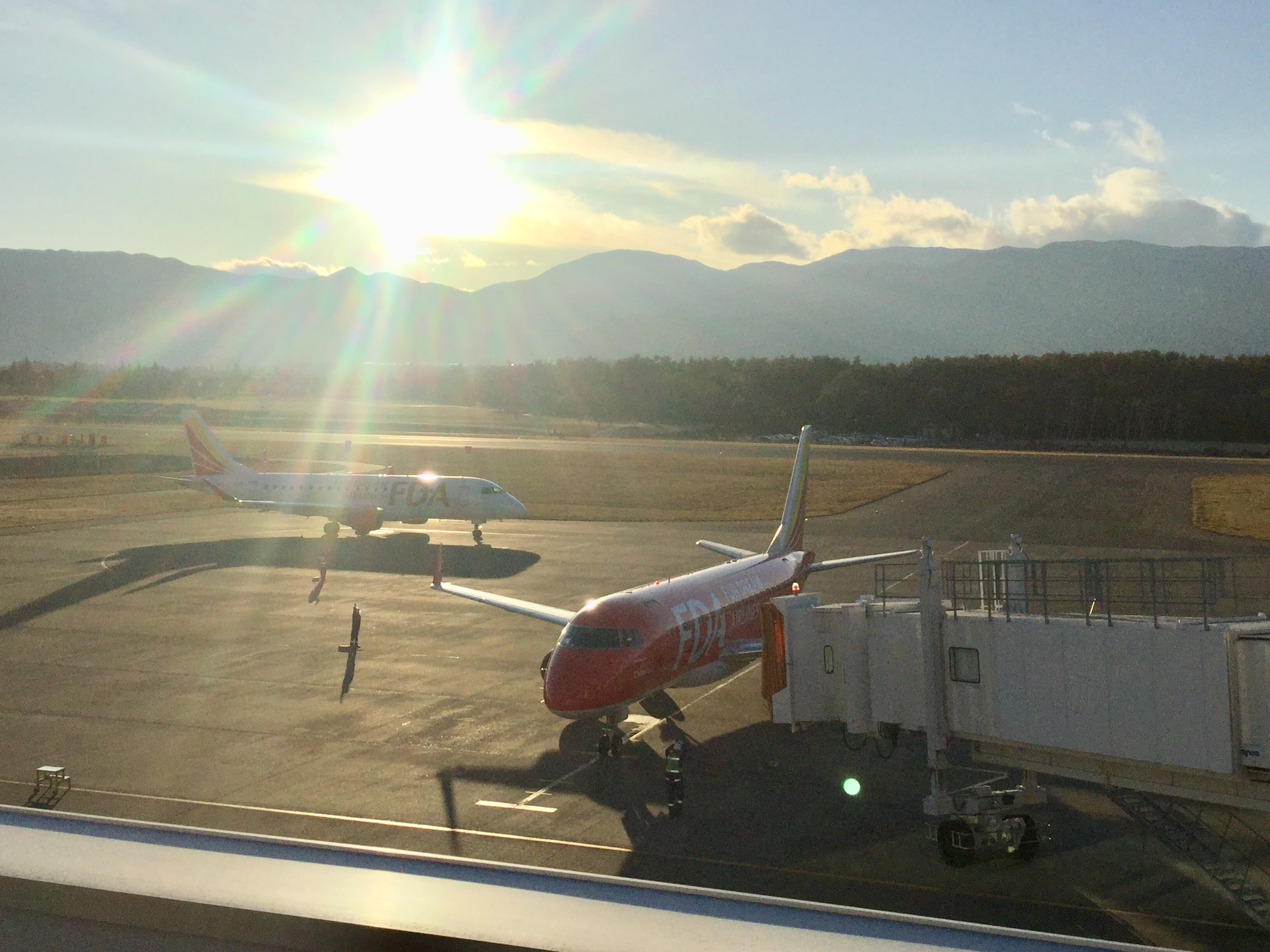
エプロン（2020年撮影、機種はエンブラエル170とエンブラエル175）

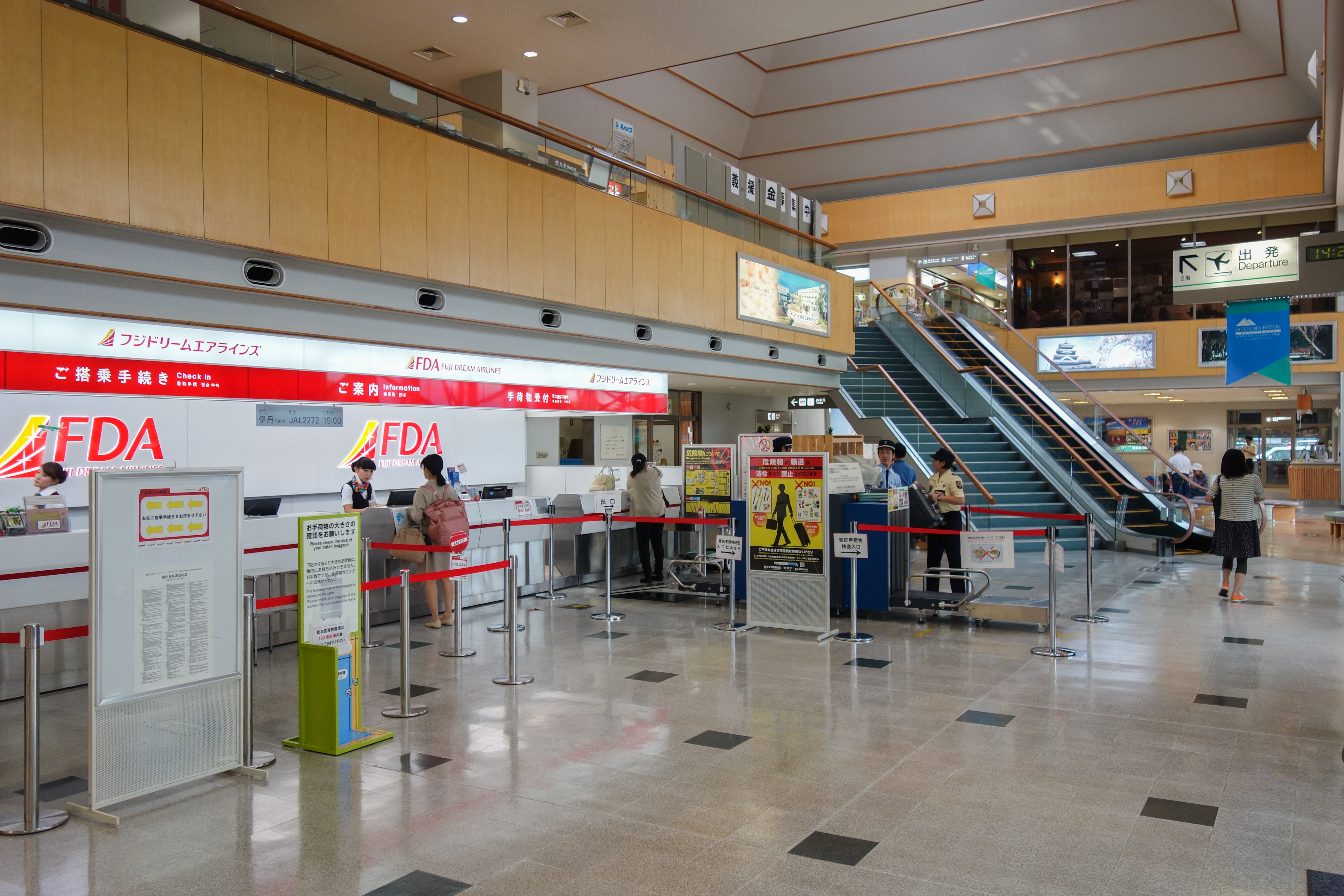
1F　チケットロビー

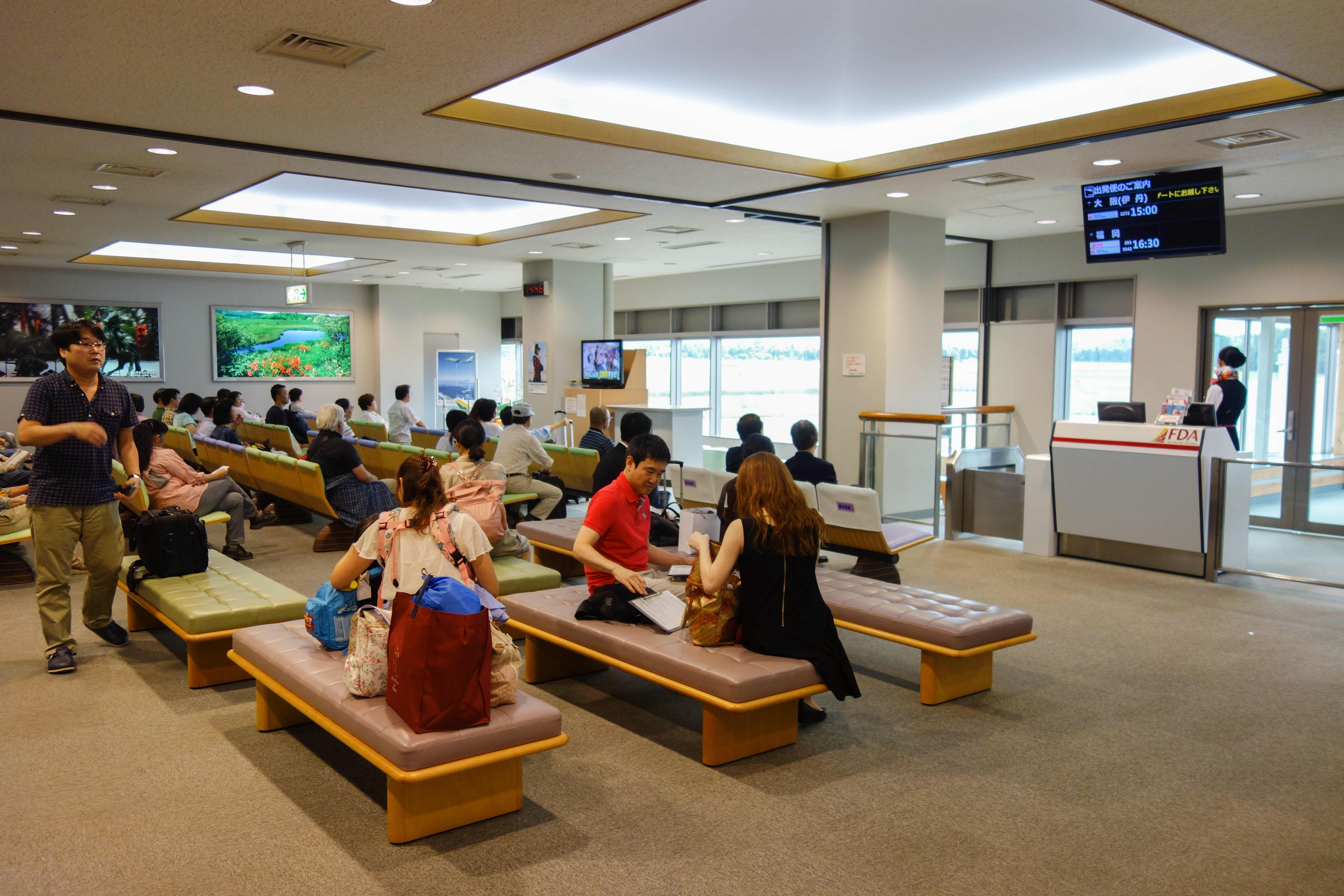
2F　搭乗待合室

### 沿革
- 1963年（昭和38年）2月18日：着工。
- 1965年（昭和40年）7月16日：開港（供用開始）。
- 1966年（昭和41年）8月：観光臨時便大阪便運航。
- 1982年（昭和57年）3月：大阪便通年運航開始。
- 1992年（平成4年）1月：ジェット化空港拡張起工式。
- 1993年（平成5年）
  - 5月10日：ジェット化の準備のため空港を一旦閉鎖[16]。
  - 9月21日：新管制塔を使用開始し、ヘリコプターの発着を再開[16]。
- 1994年（平成6年）7月26日：旅客ターミナルビルを新築、滑走路を2000mに延長し、ジェット化。日本エアシステムMD-87型機により大阪便、札幌便、福岡便運航開始[10]。
- 1995年（平成7年）4月：広島便運航開始。
- 1996年（平成8年）
  - 7月：仙台便運航開始。
  - 9月：関西便運航開始。
- 1997年（平成9年）11月：仙台便運休（のち廃止）。
- 1998年（平成10年）
  - 4月：広島便、関西便運休（のち廃止）。
  - 6月：松山便、高松便隔日運航開始。
- 1999年（平成11年）6月：松山便毎日運航開始（のちに隔日）。高松便廃止。
- 2001年（平成13年）7月：松山便廃止。
- 2004年（平成16年）
  - この年：日本エアシステムの日本航空との経営統合に伴い、日本航空による運航開始。
  - 7月：愛称「信州まつもと空港」利用開始。
- 2005年（平成17年）3月：初の国際チャーター便が香港へ香港ドラゴン航空A320型機で運航。
- 2007年（平成19年）
  - 9月：ジェット化以来使用されてきたMD-87型機が引退、当空港からジェット機定期運用消滅。
  - 10月：札幌、福岡便を日本エアコミューターのQ400型機により隔日運航開始。
- 2010年（平成22年）
  - 5月：日本航空グループ撤退に伴い、日本航空グループによる大阪、札幌、福岡便廃止。
  - 6月：フジドリームエアラインズにより札幌、福岡便がエンブラエル170・エンブラエル175型機により毎日運航開始。3年ぶりのジェット機定期運用。
  - 10月：静岡便運航開始。
- 2011年（平成23年）3月：静岡便廃止。
- 2014年（平成26年）8月：日本航空（ジェイエアにて運航）のエンブラエル170による大阪便が1か月間限定運航。以来毎年8月に運航される。
- 2015年（平成27年）3月：福岡便が複便化。
- 2018年（平成30年）8月：フジドリームエアラインズにより札幌丘珠空港への夏季季節便が運航。
- 2019年（令和元年）10月：神戸便の運航開始。
- 2020年（令和2年）7月：RNP- AR進入方式を設定、運用開始。
- 2021年 （令和3年）8月：運航可能時間延長に伴い、神戸線が増便され複便化。
- 2022年 （令和4年）4月1日：管制が新千歳空港事務所からのリモート運用に変更。副用波が廃止される[17]

### 開港からジェット化まで
1943年に陸軍により建設された松本飛行場は当空港の北側一部が跡地であり、当空港と直接の繋がりはない。
1963年2月18日に着工。建設費は3億7300万円。開港後、まず1966年8月5日から17日までの期間限定で、東亜航空（のちの日本エアシステム）が大阪国際空港との1日1往復コンベア240による不定期便を開設。その後、1966年10月20日から同空港との間に不定期ではあるが、主に乗客の多い夏季に路線が開設されるようになった。開港当初から、東京国際空港間の路線を開設しようとする動きがあったが、東京都立川基地上空の飛行制限などから迂回ルートとなり、採算が望めないという理由で、一度も開設されなかった。その他用途としては、長野県警察本部の山岳警備用ヘリコプターの発着や軽飛行機用に細々と運営される状況であった。大阪線は1982年から通年運航となり、東亜国内航空（当時）のYS-11が1日2往復する状態が1993年まで維持された。
その後、当空港も1980年代後半になって運輸省（当時）による地方空港整備計画に基づき滑走路の延長計画が表面化してきたが、併せて1998年の長野オリンピック開催決定に伴う長野県内のインフラ整備の一環として、開催時の空の玄関口として面目を一新すべく、全面的な改修工事が施されることとなり、1993年5月をもって一旦運航を休止。総工費364億円を投じて滑走路の1500mから2000mへの延長及び舗装改良、老朽化・陳腐化の目立っていたターミナルビルも改築の上、1年2か月後の1994年7月26日に再開した。
日本エアシステム（当時）は、従来の大阪線に加え、福岡線と札幌線もジェット機であるMD-87により新設。3路線による新生・松本空港の運営が始まったが、こののち、長野オリンピックまでの3年半余りは、そのカウントダウンに合わせ、松本空港を長野県の空の玄関として活性化させようという気運が高まる中、相次ぐ路線新設も行われることとなった。
長野オリンピック閉幕翌日の1998年2月23日には関西国際空港へ臨時便が5便運航され、外国の選手・報道関係者等の帰国に際してフル稼働を果たしたが、皮肉にも改修の一大目的であったこの大イベント終了後は、2010年前後まで利用者が漸減の一途をたどっていくこととなる。

### 苦悩に直面するローカル空港
1994年の滑走路延長によりジェット機の離着陸を可能としたものの、空港の標高により滑走路の実効長が短くなっていること、及びターニングパッドなど中型機の離着陸に必要な設備の整備がなされなかったことから、ジェット機の発着には大きな制限がある。加えて、地元との協定で「MD-87を超える騒音レベルの機材を就航させる場合は協議が必要」とされており、これが拡大解釈され「MD-87以外のジェット機材は就航できない」という誤解を一部で招いている。
同空港の定期便として1994年以来就航していたMD-87型機は製造が既に1999年をもって中止、日本航空自体も同機の退役を進行中であったことに加え、搭乗率低下もあって座席数の少ないターボプロップ機（DHC-8）の運用に切り替える状況となっていた。ちなみに、同空港から2007年9月をもってジェット便は一時的に消滅、MD-87型機自体も翌2008年3月をもって日本航空からは完全に退役している。
チャーター便として、台湾、グアム、香港、上海などから、ボーイング737-800型機、エアバスA319型機が使用された実績がある。また、全日空がかつてエアバスA320型機による国内定期便就航を、大韓航空がフォッカー 100型機を用いたプログラムチャーターの就航を長野県側に打診したこともある。
上記の様な事情から、日本航空が新型のジェット機を就航させること自体は可能であると思われるが、そのような動きは見られなかった。
運用時間が8時間と短いことが利便性を損ねているとの指摘がある。運用時間延長に関しては2006年に地元との合意はできたものの、実施時期は未定である。
ただし特別な事情がある場合は運用されることがある。一例として1999年2月28日、日本初の脳死患者からの肝移植が信州大学医学部附属病院で行われた際、高知県の高知赤十字病院から肝臓を運ぶ際、高知空港から当空港まで特別チャーター機が運航された。チャーター機の当空港着陸時間は運用時間を超過していたが、人命がかかっている特別な措置として地元住民代表が運用を了承した。摘出チームは当空港より名古屋空港まで長野県の消防防災ヘリコプターで移動、名古屋空港より民間のチャーター機に乗り換えて高知まで移動。高知にて摘出手術を終えたのち、高知空港より当空港までチャーター機にて移動した。当空港からパトカーの先導の下、信州大学医学部附属病院に20時過ぎに到着した（当時まだドクターヘリは運用されていなかった）。
1998年度をピークに利用客が減少しているため、航空会社はいくつかの路線を廃止している。長野県は「松本空港活性化検討委員会」を発足させ、愛称を「信州まつもと空港」と定めるなどして、利用客の拡大に努めているものの、現在のところ目立った成果は見られない。
2009年9月、経営再建中の日本航空は松本空港からの撤退を表明し、定期旅客便が消滅する可能性が生じた。（後述）

### ビジネス機の拠点として
長野県諏訪市に本社拠点を置くセイコーエプソンは、1998年からビーチクラフト キングエアB200型・300型機を社有機として購入。国内各地に点在する事業所（精密機械部品工場）への社員出張用途に、松本空港を拠点として、庄内空港（山形県酒田市の酒田事業所・東北エプソン）や大阪府にある八尾空港へコーポレートシャトル（社員専用便）として、2020年3月まで新中央航空が運航を担当していたが、2020年4月よりフジビジネスジェット(FBJ)のセスナC525型での運航へ移行。
また、2004年に液晶パネル生産をする千歳事業所（北海道千歳市）を新千歳空港至近の工業団地に新設したが、こちらはフジドリームエアラインズ (FDA) の松本 - 新千歳空港便を利用するよう配慮しているとされる。
なお、1999年9月の台湾大地震の際には、携帯電話向け液晶パネル生産において当時世界規模で過半数のシェアを支えていた、セイコーエプソンの関連会社である現地法人の事業所（工場）の、被災状況の視察と救援物資輸送を目的として、松本空港から鹿児島空港・那覇空港を経由して台北へ向かう、海外特別便が運航された。
2020年11月にFBJが松本空港内に拠点を開設。前述のセイコーエプソン事業所間等のチャーター便を運航している。

### 札幌線休止問題
2007年1月には、当空港唯一のジェット便であった札幌（新千歳空港）線を運航する日本航空インターナショナル（旧日本航空ジャパン）が、同路線を2007年10月より休止することを決定し、長野県へ通告した。日本航空はこの休止の理由をMD-87の退役に伴う代替機が用意できないためとしていた。長野県（信州まつもと空港利用促進協議会）や松本青年会議所では、運航存続を求める署名運動で合わせて15万人を超える署名を集め、2007年2月7日までに日本航空へ提出した結果、長野県が日本航空へ支援金を支払うことなどを条件として、同路線を存続させることで合意に至った。運航は子会社の日本エアコミューターへと移管、意外な形で同社初の北海道路線誕生につながった。なお機体はMD-87からDHC-8-400に変更され、13年続いた当空港のジェット機定期運航が後述のフジドリームエアラインズ（FDA）就航まで消滅した。
この合意により、札幌線は2007年9月まで毎日1往復運航されていた福岡便を週3往復に減便した上で、残る4日分の運航を札幌線に振り替えるという措置によって存続される形となった。このため、福岡方面への利便性が低下することから、日本航空側では引き続き毎日運航される大阪線を利用して福岡へ乗り継ぐ乗客に対し、運航時刻の調整や乗継割引の導入で便宜を図ると説明している。札幌線と福岡線は便数を減らすことによって、大阪線は乗り継ぎ客を見込むことによって、松本空港における全体的な座席供給数は減るものの、利用率と収益性においては改善が図れるとしている。このダイヤ改正により2005年度の利用率が42.3%と低迷している大阪線の利用者が増加した場合、増便させる考えもあると説明している。ただし、これらの措置の詳細については今後検討することとされている。長野県と日本航空との合意には、羽田再拡張に伴う機材配備が整う時期を目途として早期の復便を誠意をもって検討する、という内容が盛り込まれている。
なお、減便当月の2007年10月の利用者数は7136人（前年同月比6168人・46.4%減）。路線ごとの利用者数・利用率の内訳は以下の通り（括弧内は前年同月比）。
- 札幌線 2301人（週7往復 定員134人→週4往復 定員74人）・88.8%（12.6ポイント増）
- 福岡線 1230人（週7往復→週3往復）・69.3%（12.7ポイント減）
- 大阪線 2691人・61.6%（2.2ポイント増）
- 国際チャーター便 914人

### JALの撤退とFDAとの協議
2009年9月、経営再建中の日本航空（JAL）は松本空港からの撤退を表明した。これにより、松本空港からは定期便が消滅する可能性が生じた。10月には、日本航空から2010年6月以降の早い時期に松本空港から撤退する意向が長野県に伝えられた。それを受け、長野県は路線存続に向けた活動を開始した。11月には、県側と前原誠司国土交通大臣と会談し、路線存続を要請した。その後、村井仁長野県知事から、静岡空港をハブ空港とするフジドリームエアラインズ（FDA）と、福岡便及び新千歳便について、ジェット機による毎日運航の実現を目指し、協議を行っているという発表があった。
村井知事は11月30日、松本空港への乗り入れを協議していたFDAが、就航を正式決定したと発表した。その際、FDAへの財政支援や利用促進策について支援を検討するとした。一方でFDA側は、JAL撤退直後に就航することが目標としているが、便数などは「静岡空港利用客の利便性を考慮しながら検討したい」としている。松本空港への就航は、機材繰りの関係から、静岡空港から撤退するJALの静岡 - 福岡便の引き継ぎが前提としている。
村井長野県知事は川勝平太静岡県知事に対し、FDAの就航について2010年1月の会談を申し込んだ。川勝知事は、現在2機体制のFDAは来春に1機増えても、JAL撤退後の（静岡発）福岡便にどう回していくかを含め、松本就航をすぐに決断できないのではないかとしており、松本就航は正式決定とする長野県側と温度差を見せた。こうしたことから、JALが撤退する直後となる2010年6月1日からの就航が実現できるかが危ぶまれた。
2010年1月13日、FDAホームページにて、6月1日からの運航決定が発表された。1月18日にデモ飛行が行われ、静岡→福岡→松本→新千歳→松本→福岡→静岡というダイヤになるという見通しが示された。
なお、FDAの運航となった2010年6月1日以降も、札幌線、福岡線共にコードシェア便という形でJALの名も残っている。
2010年10月31日 - 2011年3月26日の冬季のみ、FDAによって静岡空港との路線が運航された。これは静岡-新千歳便を冬季は松本経由で運航したことに伴う路線であった。2011年3月27日より静岡-新千歳便が直行便に戻ったため運休となった。

### JALの夏季限定運航と今日
2014年8月1日、日本航空の経営破綻の影響で2010年に廃止されていた松本 - 大阪線が1日1往復1か月限定の季節便として再就航した。運航会社は日本航空の100%子会社であるジェイエアで、ブラジル・エンブラエル製エンブラエル170型機を用いての運航となった。長野県や松本市が日本航空と協力して事前広報に力を入れた結果、8月1日時点での全便搭乗率は85.1%に達し、松本空港到着の第1便は76人乗り満席という好スタートを切った。同月31日には最終便が運航され、2014年の運航を終えた。日本航空の発表では、期間中の利用率は約90%であった。その後、毎年8月に運航が行われている。
2015年3月29日からは、FDAの福岡線が増便され2往復となった。2013年度にはFDAの運航する路線の中で松本-福岡線が最も高い76.1%の搭乗率を達成し、また2015年3月に9機目の機体が導入されるなどFDAの機材が増強され運用面でも可能になったことから複便化となった。当空港の路線複便化は2001年4 - 11月の大阪線以来。
2018年8月8日 - 21日（当初の計画。その後、8月31日まで延長）にはFDAにより札幌丘珠空港への夏季限定運航が行われた。これにより、従来の新千歳便と合わせ、札幌へは1日2便体制となる。FDAの静岡-丘珠線の臨時便設定と合わせての運航であり、機体運用は静岡→丘珠→松本→丘珠→静岡となる。次年度以降の運航は未定であり、FDAでは市場動向を見極めて検討するとしていたが、その後に2019年も夏季（7月12日 - 9月24日）限定運航が発表され、以後も2021年現在まで毎年夏季に運航されている。
また2019年には国際チャーター便が2018年度の35便を上回り、県の2019年度の目標である50便を超える過去最多の62便の運航が予定され、うち38便は韓国コリアエクスプレスエアが運航し、金浦国際空港との間をエンブラエル ERJ 145型機を用い、6月5日〜28日、7月10日〜26日の毎週水、金、日曜日に運航される予定であったが、その後の報道によると6月中の22便のうち4便で利用客が集まらず、その後、コリアエクスプレスエア社より「チャーター便の契約者との間に生じた問題を解決できなかった」との連絡があり7月の16便の運航予定は全便中止された。これにより2019年6月末の段階での国際チャーター便実績は42便に留まった。
2019年7月5日、FDAは神戸空港への10月27日からの新規就航を発表し、松本 - 神戸線の定期便の運航を検討していることが報道された。その後の8月21日、正式に松本 - 神戸線の就航がJALとのコードシェアを行うことと合わせて発表し、神戸線が就航した。
2020年、新型コロナウイルス感染症（COVID-19）の流行に伴い、4月14日より一部の日において福岡線の1往復を減便を行い、4月28日よりFDAが全ての運航便を運休させたことにより当空港を発着する旅客便は全て運休となった。その後、6月1日より福岡線の1往復が運航を再開（奇しくもこの日はFDAの当空港就航10周年であった）、6月12日より神戸線が再開、7月1日より札幌（新千歳）線と福岡線の1往復が再開され運休前の便数（3路線8便）に回復した。
また、7月20日には悪天候時の就航率向上のためRNP-AR進入方式を導入した。
2021年6月8日、長野県は現在の空港運用時間である8時30分 - 17時を19時までに2時間延長する運用時間延長の条例改正案を県議会6月定例会に提出すると明らかにし、その後の県議会にて可決された。運用時間が延長されるのは2010年以来となる。8月27日より施行され、FDAにより松本 - 神戸線を複便化し18時台に松本空港を離着陸する夜間便が就航した。
10月30日と11月3日には日本トランスオーシャン航空（JTA）の那覇空港とのチャーター便がボーイング737-800機「さくらジンベエ」（JA06RK）で運航された。JTA及び那覇空港発の当空港とのチャーター便が運航されたのは初めて。

### 今後
2016年6月9日、長野県は当空港の今後10年間の取り組み方針を固めた。その内容は国際定期便の運航、国内線の新規路線就航、現行便の増便を目指すとされた。
国内線は現行の札幌便を7 - 9月に増便、福岡便を1日3往復に増便、8月のみ運航している大阪便の通年化を目指し、また新規就航の開拓を行い（かつて定期便のあった仙台、広島などを含む地方都市を需要予測調査をもとに行う）、当時（2016年）の2路線1日3往復（大阪便除く）より4路線1日6往復を目指すとされた。
国際線は、国際チャーター便の年間100便の運航を目指し実績を積み、国際定期便の就航に繋げるとする。台湾、中国、香港、韓国等東アジアより2路線、週4往復の運航を目指す。また、近隣の国際ハブ空港である成田、関西、仁川への乗継路線についても検討していく。
施設面では、国際線就航に向け税関、出入国管理、検疫を実施できるようターミナルビルを増設する。また、上記増便が図られた場合エプロンが手狭となるため、拡張が求められる。
高地に立地するため、離陸に長い滑走路が必要とされ（2000ｍの滑走路であるが実効長は1800ｍ程度になる。国内の他空港に就航している座席数140-160人クラスの小型ジェット機が就航するには当地では2700ｍの滑走路を用いるか重量・搭乗人数制限が必要）、機材の制約が国際線就航に向けての課題であった（前述の通りチャーター便の運航実績はあるが、途中給油（韓国行であれば福岡空港等で）を行っている）が、Mitsubishi SpaceJetやエンブラエル E-Jet E2等次世代型リージョナルジェットの開発が進んでいることを踏まえ、また用地の確保の困難さから現行の2000mの滑走路は延長しないこととし、次世代型機での就航を航空会社に働き掛けていく。リージョナルジェットの航続可能距離から、 海外の就航先は東アジア地域を検討していくとされた。
ダイヤは現在の地元合意が得られている7時30分 - 19時の間で編成するとされた。

## 施設

### 滑走路など
開港当初は、滑走路の長さは1500メートルで、プロペラ機の離着陸のみだったが、1994年7月に長さ2000メートルに延長され、ジェット機が就航可能となった。平行誘導路やターニングパッド（現在、設置検討中）は備えていない。エプロンは小型ジェット機用が3か所、小型機用が11か所ある。
前述の通り、計器着陸装置（ILS）は設置されていない。これは着陸の際の「決心高」がILSを設置した場合は426mとなり現在の128ｍよりも高くなってしまうために設置の効果が無いと判断されたため。2020年7月からRNP- ARが設置され、GPSの精度向上もあって悪天候でも安定した離着陸が可能となった。

### 旅客ターミナルビル・貨物ビル
滑走路の延長にあわせて整備され、1994年7月26日に供用を開始した。鉄筋コンクリート造地上2階建(一部3階建)で、延床面積は3,483平方メートル。ボーディングブリッジ1基を備え、1階にはチケットカウンターと到着ロビー、井上百貨店が運営する売店「井上エアポート店」、松本警察署松本空港警備派出所、2階に出発ロビーと搭乗待合室、有料待合室、売店「四季の味蔵」（搭乗待合室の中にもあり、そちらは出発前のみ営業）、食堂「レストラン城下町」、喫茶「クワトロクオーレ松本空港店」(休憩室にて2019年夏季限定営業）、休憩室、VIPルーム（松本空港発着の利用済の航空券5枚を付けて、長野県松本空港管理事務所に申請し「VIP CARD」を発行してもらうことで利用できる。）、長野県松本空港管理事務所、松本空港ターミナルビル株式会社、会議室、3階に送迎デッキがある。このほか、面積232平方メートルの貨物ビルがある。いずれも運営は、長野県、日本航空などが出資する松本空港ターミナルビル株式会社が行っている。

### 拠点機関等
長野県消防防災航空隊
所属機：ベル412EPI「アルプス」(JA02NA)
- 2017年3月5日に、ベル412EPの「アルプス」が長野県松本市前鉢伏山東側斜面に墜落[57][58][59]。事故後隣県の応援を受けながら[60]、2018年に山梨県甲斐市の株式会社ジャネットよりリースを受け同型のヘリを運用を再開[61]。なお、長野県は2018年度補正予算で後継機を2020年度の目標に導入を決定[62]、SUBARUによりベル412EPI（墜落したベル412EP型の後継機）が2020年12月2日に松本空港に新たに配備された。[63]。

長野県警察航空隊
所属機：AW139「やまびこ1号」（JA01EE)、AW139「やまびこ2号」(JA220E)
- 前述の長野県消防防災航空隊のヘリコプターが定期点検の際は、長野県警察のヘリコプターが救助活動を担っている[60]。

信州ドクターヘリ（運航は中日本航空）
所属機：EC135P2+
- 基地病院は信州大学医学部附属病院であるが、格納庫は当空港に設置されている[64]。

## 就航路線

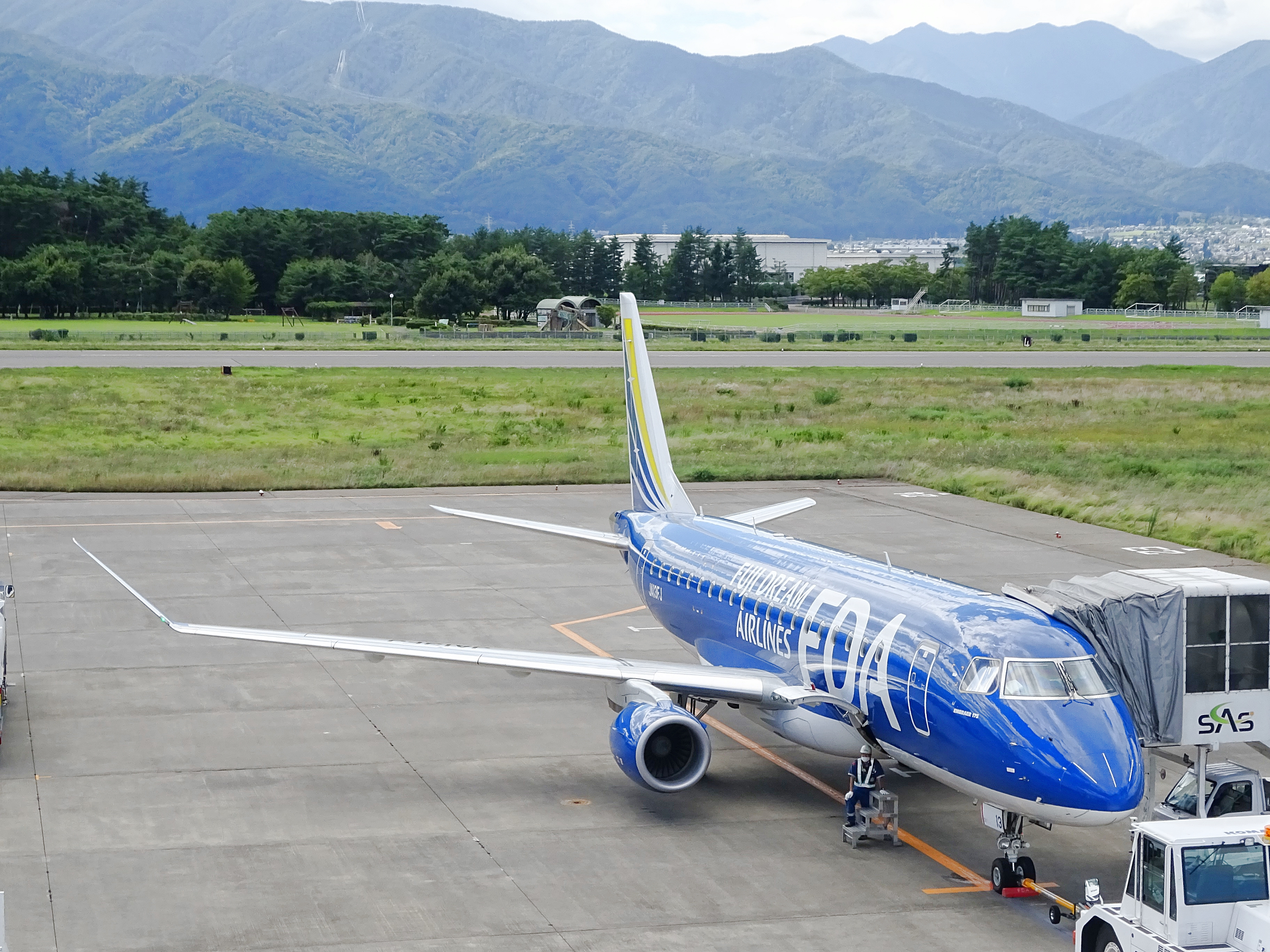
松本空港のFDA機（JA13FJ）

航空会社名が2社以上の場合、最前（太字）の航空会社の機材・乗務員で運航する共同運航（コードシェア）便。

### 国内線
- フジドリームエアラインズ (FDA)  ・ 日本航空 (JAL)

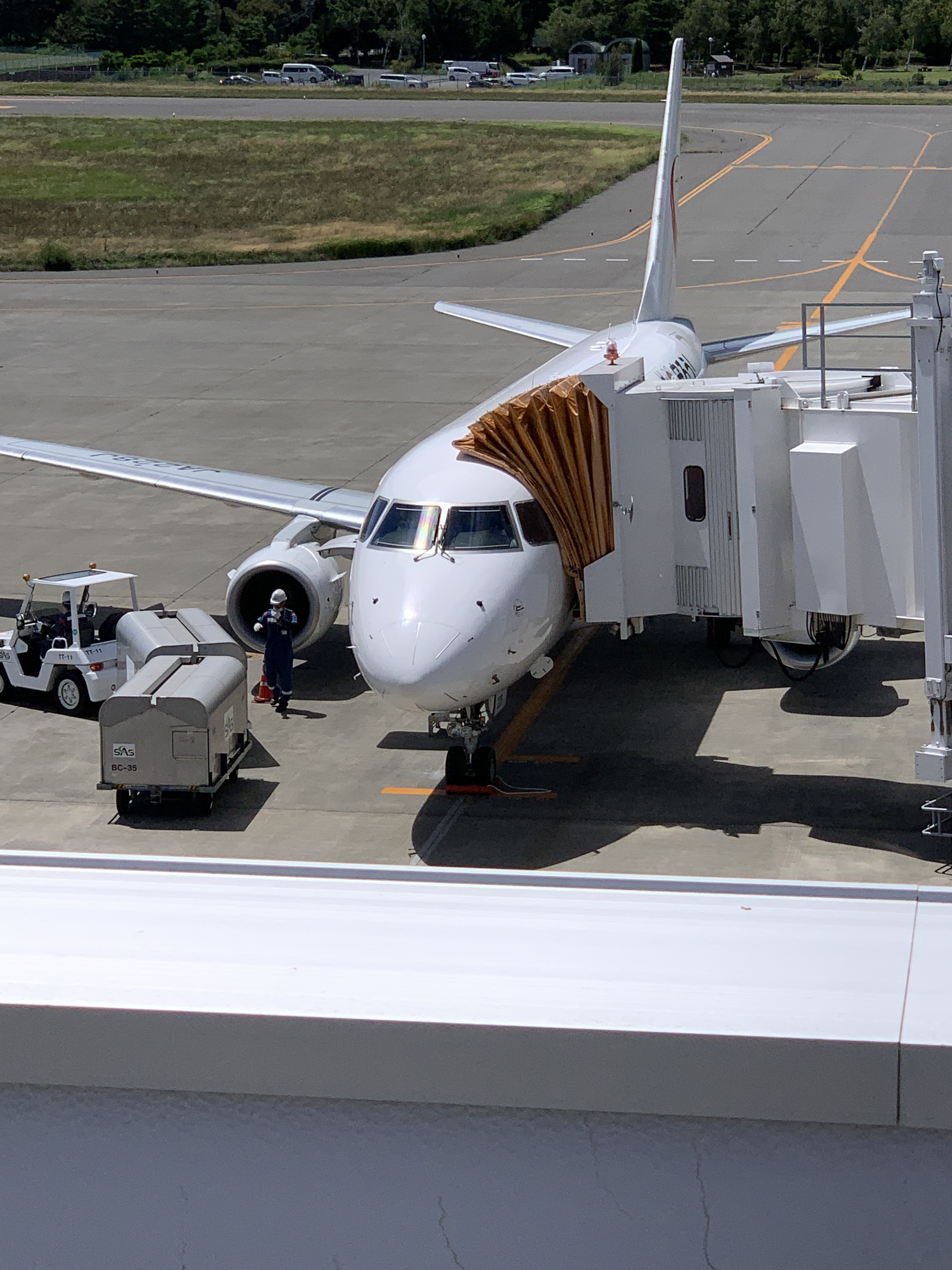
松本空港に駐機する日航機

  - 新千歳空港
  - 丘珠空港（夏ダイヤ期間運航）
  - 神戸空港
  - 福岡空港
- 日本航空 (JAL) [65]

- - 大阪国際空港（季節運航）

### 休廃止路線
- 仙台空港（運航期間：1996年8月20日 - 1997年10月31日）
- 関西国際空港（運航期間：1996年9月1日[66] - 1998年10月31日）
- 広島空港（運航期間：1995年4月25日 - 1998年3月31日）
- 高松空港（運航期間：1998年6月2日 - 1999年5月31日）
- 松山空港（運航期間：1998年6月1日 - 2001年6月30日）
- 静岡空港（運航期間：2010年10月31日 - 2011年3月26日）

## 空港へのアクセス
運行経路・停車停留所などの詳細は、各バス会社記事や公式サイトで確認。

### バス

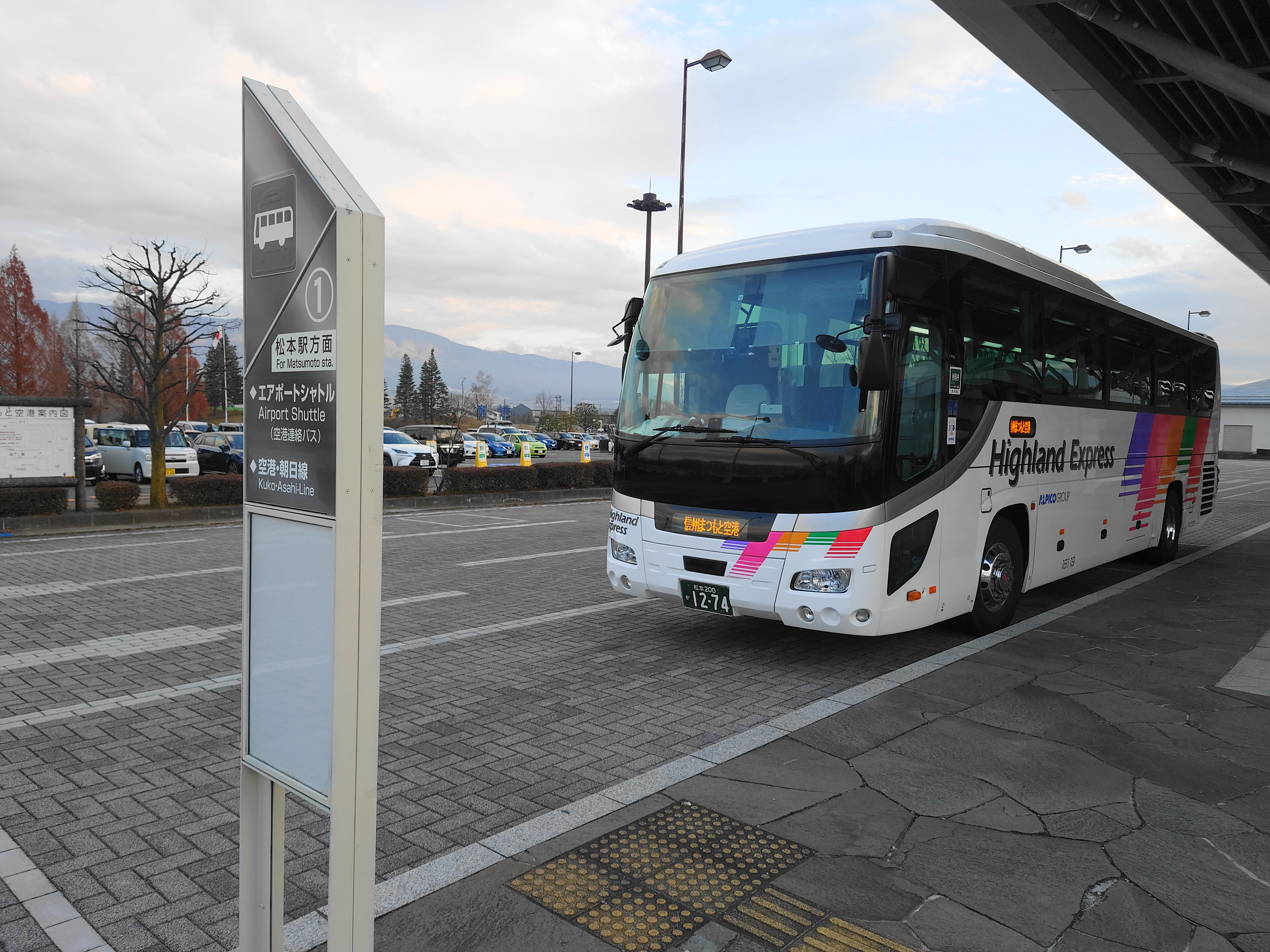
信州まつもと空港バス停と待機中のエアポートシャトル

地域連携バス（松本市西部地域コミュニティバス）のみ敷地外の道路沿いのバス停に発着する。
アルピコ交通（通称・松本電鉄バス）
- エアポートシャトル（空港連絡バス、航空便に接続運行）[67]
  - 松本バスターミナル（松本駅） - （直行） - 信州まつもと空港
- 空港・今井線（一般路線バス）[68]
  - 松本バスターミナル - 神林高速バス停 - やまびこドーム - 信州まつもと空港 - 下今井
- 信州まつもと空港・白馬線（特急バス）※冬季限定運行
  - 信州まつもと空港 - 五竜エスカルプラザ - スノーピークランドステーション白馬 - 白馬八方バスターミナル - 白馬岩岳マウンテンリゾート - 栂池高原

信州まつもと空港シャトル便（完全予約制、南安タクシー）
- 小谷村・白馬村・大町市・松川村・安曇野市
  - 栂池高原・白馬八方バスターミナル・神城駅前・大町温泉郷・信濃大町駅・すずむし荘(松川村)・穂高駅前・ＡＮＣアリーナ(安曇野市) - 信州まつもと空港

地域連携バス（旧松本市西部地域コミュニティバスD線）
- 村井・山形線 [70]（アルピコタクシー・平成交通）
  - まつもと医療センター - 村井駅 - やまびこドーム - 松本空港入口 - 山形村役場 - アイシティ21

### その他
- 東日本旅客鉄道（JR東日本）篠ノ井線・広丘駅または村井駅よりタクシーで約10分。
- 長野自動車道の塩尻北インターチェンジから自動車で塩尻北IC交差点を西へ、県道27号線を走り約10分。
- 松本市街まで約15 km（車で約30分）、塩尻市街まで約8km（車で約15分）。
- FDA機に預けられるサイクリング用自転車の組み立て施設「サイクルステーション」が2019年に開設された[71]。

## 周辺
空港正面玄関や滑走路北側などは松本市に所在するが、エプロンや滑走路南側一部などは塩尻市に所在している。
- 長野県道115号松本平広域公園線
  - 松本空港トンネル - 滑走路の下をくぐる。中央付近で塩尻市を僅かに通る。
- 信州スカイパーク（長野県松本平広域公園）
- やまびこドーム
- 東耕地コミュニティ広場

## その他
- 松本VOR,/DMEが設置されているものの、保守官所は、東京空港事務所システム運航管理センターである